# Правая Белая (платформа)
Пра́вая Бе́лая (баш. Уң Ағиҙел) — железнодорожная платформа Башкирского региона Куйбышевской железной дороги, на участке Уфа — Чишмы, перегон Уфа — Дёма, в черте города Уфа. Названа по расположению на правом берегу реки Белой. На остановочном пункте две боковые низкие пассажирские платформы, остановочный павильон на нечётной пассажирской платформе (из Уфы). Территориально платформа находится в Ленинском районе города Уфа, рядом находится остановка общественного транспорта (автобусы, маршрутные такси) Социальный университет.
Ежедневно через платформу следуют около 20 пар пригородных электропоездов.
Возле платформы находится Крестовоздвиженская церковь.
На платформе останавливается Уфимская городская электричка.
С этой платформы можно бесплатно доехать до железнодорожного вокзала Уфы на последней вечерней электричке Инзер — Уфа[почему?].